# Diadegma maurum
Diadegma maurum är en stekelart som först beskrevs av Johann Ludwig Christian Gravenhorst 1829.  Diadegma maurum ingår i släktet Diadegma och familjen brokparasitsteklar. Inga underarter finns listade i Catalogue of Life.